# 業務代行土地区画整理事業
業務代行土地区画整理事業（ぎょうむだいこうとちくかくせいりじぎょう）とは民間事業者が、保留地の取得を条件として、土地区画整理組合からの委託に基づき、組合の運営に関する事務、換地・設計・造成等といった事業の施行に関する相当部分を代行する方式の土地区画整理事業をいう。ただしあくまでも意思決定は組合にあり、委託事業者は委託した業務を代行するだけである。

## 概要
業務代行者としては、宅地開発業者や区画整理を生業とする都市計画コンサルタントなどがある。また、平成3年8月から、財団法人区画整理促進機構が設立され、現在同法人も事業未経験・経験不足の自治体市町村や組合等の円滑な事業推進、資金確保等のための支援を行っている。
民間事業者の事業に関する知識・経験や資金調達力を活用することで、事業化の促進、資金借入に伴う負担の軽減や事業期間の短縮等の効果があり、組合の負担が大幅に軽減されるという効果が計られる。業務委託契約の締結は、組合設立認可後の早い段階の組合総会における議決を経て締結される。事業の運営は、組合の定款（公益法人・会社・協同組合などの社団法人の目的・組織・活動などに関する根本規則やまた、それを記載した書面）、事業計画及び総会・理事会等の決定をもって遂行する。
この事業手法では補助金を除く事業に必要な資金は、業務代行者が立て替えるのが一般的であり、立て替えた事業資金に相当する保留地を組合から取得するのである。本事業に関連した金融政策として、住宅金融公庫及び日本政策投資銀行の業務代行者融資制度がある。